# Steven de Jongh
Steven de Jongh (Alkmaar, 25 novembre 1973) è un dirigente sportivo ed ex ciclista su strada olandese.
Professionista dal 1996 al 2009, dal 2017 è direttore sportivo del team Trek-Segafredo.

## Carriera
Professionista dal 1996 dopo alcuni mesi da stagista nella precedente stagione, sul finire degli anni novanta De Jongh è stato uno dei velocisti più competitivi, sebbene gli sia mancato l'acuto in una frazione delle grandi corse a tappe. Pericoloso concorrente anche nelle classiche del Nord, è stato nel finale di carriera in forza alla Quick Step, dove ha avuto la funzione di lanciare lo sprint del capitano Tom Boonen.
In carriera ha ottenuto 54 vittorie. Si è ritirato al termine della stagione 2009, diventando, nel 2010, direttore sportivo per il Team Sky. Nel 2013 è entrato a far parte dello staff di Bjarne Riis alla Tinkoff-Saxo; nell'aprile 2015 è stato quindi promosso a capo del gruppo dei direttori sportivi dopo la separazione tra il team Tinkoff-Saxo e Riis. Dopo la dismissione della Tinkoff, avvenuta a fine 2016, è diventato direttore sportivo del team Trek-Segafredo.

## Palmarès
- 1994

2ª tappa Tour du Poitou-Charentes
- 1995

1ª tappa Giro di Polonia (Płock)
PWZ Zuidenveld Tour
- 1997

3ª tappa Vuelta a Burgos (Miranda de Ebro)
3ª tappa Boland Bank Tour (Vredenburg)
2ª tappa Tour de l'Avenir
- 1998

4ª tappa Étoile de Bessèges (Aramon)
2ª tappa Postgirot Open (Skövde)
Classifica finale Postgirot Open
- 1999

4ª tappa Vuelta a Galega
7ª tappa Tirreno-Adriatico (Civitanova Marche)
4ª tappa Vuelta a Castilla y León (Valladolid)
2ª tappa Giro della Provincia di Lucca (Borgo a Mozzano)
- 2000

Henk Vos Memorial
Nationale Sluitingsprijs
Schaal Sels-Merksem
Veenendaal-Veenendaal
- 2001

Veenendaal-Veenendaal
- 2002

Rund um den Flughafen Köln-Bonn
2ª tappa Ronde van Nederland (Apeldoorn)
1ª tappa, 2ª semitappa Postgirot Open (Eskilstuna)
2ª tappa Postgirot Open (Motala)
Schaal Sels-Merksem
- 2003

E3 Prijs Vlaanderen
3ª tappa Driedaagse van De Panne-Koksijde (La Panne)
Schaal Sels-Merksem
- 2004

Kuurne-Bruxelles-Kuurne
- 2005

Nokere Koerse
- 2006

3ª tappa Tre Giorni di La Panne (La Panne > La Panne)
Delta Profronde van Midden-Zeeland 
- 2007

Omloop van de Vlaamse Scheldeboorden
Omloop van het Houtland
Grand Prix Briek Schotte
- 2008

Kuurne-Bruxelles-Kuurne
Tour de Rijke
- 2009

Kampioenschap van Vlaanderen

### Altri successi
- 1997

Profronde Spijkenisse (Criterium)
Houtaalen-Helchteren (Kermesse)
Houtem-Vilvoorde (Kermesse)
- 1998

Mijl van Mares (Kermesse)
- 2000

Grand Prix Buggenhout (Kermesse)
- 2002

Ruddervoorde (Kermesse)
- 2004

Zele (Criterium)
- 2006

Steenwijk (Criterium)
- 2007

1ª tappa Tour of Qatar (Doha, cronosquadre)
Mijl van Mares (Criterium)
- 2008

Profronde van Oostvoorne
1ª tappa Tour of Qatar (Cronosquadre)

## Piazzamenti

### Grandi Giri
- Giro d'Italia

2005: ritirato (13ª tappa)
- Tour de France

2001: ritirato
2006: ritirato
2007: 123º
2008: 125º
2009: 153º